# Haploglenius eurypterus
Haploglenius eurypterus är en insektsart som beskrevs av Luisa Eugenia Navas 1920. Haploglenius eurypterus ingår i släktet Haploglenius och familjen fjärilsländor. Inga underarter finns listade i Catalogue of Life.